# Широкополосый мунго
Широкополосый мунго (лат. Galidictis fasciata) — хищное млекопитающее из семейства мадагаскарских виверр. Эндемик острова Мадагаскар, где он широко распространён в восточных влажных лесах от низин до высоты около 700 м над уровнем моря. Есть только одна запись наблюдения этого вида на высоте более 700 м (1500 м над уровнем моря). Плотность популяции низкая.
Ведёт ночной, в значительной степени наземный образ жизни.
Под угрозой разрушения находится среда проживания вида из-за лесозаготовки и преобразования леса в обрабатываемые земли. Вероятно, убивается собаками, сопровождающими охотников в лесу. Меньшую угрозу представляет конкуренция с одичавшими кошками, собаками и малой циветой (Viverricula indica). Проживает на нескольких природоохранных территориях.